# Progonomys minus
Progonomys minus is een fossiel knaagdier uit het geslacht Progonomys dat gevonden is in het Laat-Mioceen van de Sinap-formatie in Turkije, waar ook Sinapodemus ibrahimi gevonden is. Deze soort is bekend van veertien losse kiezen (vijf eerste bovenkiezen (M1), drie tweede bovenkiezen (M2), één eerste bovenkies (M3), drie eerste onderkiezen (m1), één eerste onderkies (m2) en een derde onderkies (m3)). De soortaanduiding minus verwijst naar de geringe grootte van deze soort.
P. minus is een relatief kleine soort. De knobbels aan de binnenkant (linguaal) van de M1 zijn verbonden met de knobbels op het midden door lage richels, maar de knobbels t6 en t9 zijn van elkaar gescheiden. Op de m1 zit een kleine anterocentrale knobbel, die niet verbonden is met de anteroconide en de metaconide. De M1 is 1,61 tot 1,65 bij 1,00 tot 1,16 millimeter groot, de M2 1,08 tot 1,18 bij 1,02 tot 1,12, de M3 0,78 bij 0,80 millimeter, de m1 1,61 tot 1,67 bij 0,84 tot 0,99 millimeter, de m2 1,11 bij 0,93 millimeter en de m3 1,00 bij 0,85 millimeter.
Progonomys cathalai · Progonomys minus · Progonomys sinensis · Progonomys woelferi · Progonomys chougrani (ongeldige naam)